# Stony Point (Carolina do Norte)
Stony Point é uma Região censo-designada localizada no estado norte-americano de Carolina do Norte, no Condado de Alexander e Condado de Iredell.

## Demografia
Segundo o censo norte-americano de 2000, a sua população era de 1380 habitantes.

## Geografia
De acordo com o United States Census Bureau tem uma área de
7,7 km², dos quais 7,7 km² cobertos por terra e 0,0 km² cobertos por água. Stony Point localiza-se a aproximadamente 335 m acima do nível do mar.

## Localidades na vizinhança
O diagrama seguinte representa as localidades num raio de 20 km ao redor de Stony Point.